# Qobustan (stad)
Qobustan (ook Gobustan; vroeger: Mərəzə) is een stad in Azerbeidzjan en is de hoofdplaats van het district Qobustan.
De stad telt 8.100 inwoners (01-01-2012).